# Burundi na Letnich Igrzyskach Olimpijskich 2016
Burundi na Letnich Igrzyskach Olimpijskich 2016 reprezentowało dziewięcioro zawodników: pięciu mężczyzn i cztery kobiety. Był to szósty start na letnich igrzyskach olimpijskich.

## Zdobyte medale
| Medal  | Zawodnik           | Dyscyplina    | Konkurencja          | Rezultat |
| ------ | ------------------ | ------------- | -------------------- | -------- |
| Srebro | Francine Niyonsaba | Lekkoatletyka | Bieg na 800 m kobiet | 1:56,49  |

## Skład reprezentacji

### Judo
| Zawodniczka        | Konkurencja | 1/16                  | 1/8                 | Ćwierćfinał         | Półfinał            | Pierwsza runda repasaży | Półfinał repasaży   | Finał               | Finał   |
| Zawodniczka        | Konkurencja | Przeciwniczka Wynik   | Przeciwniczka Wynik | Przeciwniczka Wynik | Przeciwniczka Wynik | Przeciwniczka Wynik     | Przeciwniczka Wynik | Przeciwniczka Wynik | Pozycja |
| ------------------ | ----------- | --------------------- | ------------------- | ------------------- | ------------------- | ----------------------- | ------------------- | ------------------- | ------- |
| Antoinette Gasongo | - 52 kg     | Joana Ramos P 000-102 | NQ                  | NQ                  | NQ                  | NQ                      | NQ                  | NQ                  | NQ      |

### Lekkoatletyka
Mężczyźni
Konkurencje biegowe
| Zawodnik                    | Konkurencja | Eliminacje | Eliminacje | Półfinał | Półfinał | Finał    | Finał   |
| Zawodnik                    | Konkurencja | Wynik      | Miejsce    | Wynik    | Miejsce  | Wynik    | Miejsce |
| --------------------------- | ----------- | ---------- | ---------- | -------- | -------- | -------- | ------- |
| Antoine Gakeme              | 800 m       | 1:47,46    | 6.         | NQ       | NQ       | NQ       | NQ      |
| Olivier Irabaruta           | 5000 m      | 13:44,08   | 17.        | N/A      | N/A      | NQ       | NQ      |
| Olivier Irabaruta           | 10 000 m    | N/A        | N/A        | N/A      | N/A      | 28:32,75 | 27.     |
| Abraham Niyonkuru           | maraton     | N/A        | N/A        | N/A      | N/A      | DNF      | DNF     |
| Pierre-Célestin Nihorimbere | maraton     | N/A        | N/A        | N/A      | N/A      | 2:29:38  | 115.    |

Kobiety
Konkurencje biegowe
| Zawodnik           | Konkurencja | Eliminacje | Eliminacje | Półfinał | Półfinał | Finał    | Finał   |
| Zawodnik           | Konkurencja | Wynik      | Miejsce    | Wynik    | Miejsce  | Wynik    | Miejsce |
| ------------------ | ----------- | ---------- | ---------- | -------- | -------- | -------- | ------- |
| Francine Niyonsaba | 800 m       | 1:59,84    | 1.         | 1:59,59  | 2.       | 1:56,49  | srebro  |
| Diane Nukuri       | 10 000 m    | N/A        | N/A        | N/A      | N/A      | 31:28,69 | 13.     |

### Pływanie
Mężczyźni
| Zawodnik            | Konkurencja   | Eliminacje | Eliminacje | Półfinał | Półfinał | Finał | Finał   |
| Zawodnik            | Konkurencja   | Czas       | Miejsce    | Czas     | Miejsce  | Czas  | Miejsce |
| ------------------- | ------------- | ---------- | ---------- | -------- | -------- | ----- | ------- |
| Billy-Scott Irakose | 50 m dowolnym | 26,36      | 66.        | NQ       | NQ       | NQ    | NQ      |

Kobiety
| Zawodniczka     | Konkurencja   | Eliminacje | Eliminacje | Półfinał | Półfinał | Finał | Finał   |
| Zawodniczka     | Konkurencja   | Czas       | Miejsce    | Czas     | Miejsce  | Czas  | Miejsce |
| --------------- | ------------- | ---------- | ---------- | -------- | -------- | ----- | ------- |
| Elsie Uwamahoro | 50 m dowolnym | 33,70      | 80.        | NQ       | NQ       | NQ    | NQ      |